# محمد شریفی (بازیکن فوتبال عربستان سعودی)
محمد شریفی (انگلیسی: Mohammad Sharifi؛ زادهٔ ۱۰ دسامبر ۱۹۷۸) یک ورزشکار اهل عربستان سعودی است.
از باشگاه‌هایی که در آن بازی کرده‌است می‌توان به باشگاه فوتبال الفتح عربستان سعودی، باشگاه فوتبال النصر عربستان سعودی، باشگاه فوتبال الاتفاق عربستان سعودی، باشگاه فوتبال نجران عربستان سعودی، باشگاه فوتبال الوحده عربستان سعودی، و تیم ملی فوتبال عربستان سعودی اشاره کرد.
وی همچنین در تیم ملی فوتبال عربستان سعودی بازی کرده است.